# Wattpad
Wattpad is een gratis sociaal-e-boek-platform van voornamelijk user-generated content voor schrijvers en lezers van verhalen.
Via de website of de app kunnen geregistreerde gebruikers bijvoorbeeld verhalen of gedichten schrijven en uploaden. Deze worden vaak gepubliceerd in kleine onderdelen of in hoofdstukken met tussenpozen. Deze kunnen dan beoordeeld worden door lezers, door op deze hoofdstukken te stemmen of een reactie achter te laten. Men kan zich ook abonneren op een auteur om geïnformeerd te blijven over een eventueel vervolg. 
Wattpad is opgericht in 2006 door Allen Lau en Ivan Yuen. Het hoofdkwartier van het bedrijf, WP Technology. Inc. is gevestigd in Toronto, Canada.  
Wattpad heeft volgens de ontwikkelaars meer dan 2 miljoen auteurs en 40 miljoen bezoekers per maand. Er worden dagelijks meer dan 100.000 teksten gepubliceerd. Er is in totaal $ 70.000.000 aan durfkapitaal geïnvesteerd in Wattpad.

## Bekende auteurs op wattpad
- Margaret Atwood (Canadese schrijfster)
- Felicia Day (Amerikaanse actrice en schrijfster)
- Cory Doctorow (Canadese schrijver)
- Estelle Maskame (Schotse schrijfster)
- Bob Mayer (Amerikaans schrijver)
- Brandon Sanderson (Amerikaanse fantasyschrijver)
- Anna Todd[2] (Amerikaans schrijfster)